# アクエンアテン
アクエンアテンまたはアメンホテプ4世（英: Akhenaten/ Amenhotep IV、紀元前1362年? - 紀元前1333年?）は、古代エジプト第18王朝の王（ファラオ）（在位：紀元前1353年? - 紀元前1336年?）。「アクエンアテン (Akhenaten)」は「イクナートン (Ikhnaton / Echnaton)」、「アメンホテプ (Amenhotep)」は「アメンヘテプ (Amenhetep)」ともそれぞれ表記される。
エジプト第18王朝初期よりアメンホテプ3世の時代にかけて、強大な権力を有したアメン神官団に対抗するべく、唯一神アテンを主神に据え、「宗教改革」を行った。出生時の名前はアメンホテプであったが、在位4年後に当時国家神であったアメン神からアテン神への信仰変更のため、「アテン神に有益な（る）者」を意味するアクエンアテンへと改名した。同時にテーベより、現在のテル＝エル＝アマルナに位置し、「アテンの地平線」の意味を持つアケトアテンへと遷都を行った。
在位中はアメン神とその妻ムト女神の名前を神殿から削り取る、神像を破壊する等して迫害。この処置は他の神にも及んだ。しかし、アテン神に傾倒するあまり国民の支持を失い、またトトメス3世より維持してきたアジア植民地に注意を払わず、治世末期にはエジプトは大きく領土を減らした。アクエンアテン自身も後継者と定めたスメンクカーラーの死去後数年で亡くなり、結果として次王ツタンカーメン（トゥトアンクアメン）の治世ではアテン神信仰からアメン神への信仰復興が行われた。

## 人物
父はアメンホテプ3世、母は正妃ティイといわれる。
アクエンアテンの像は指が異常に長い、顎が尖る、脂肪の付き方が不自然であるなどマルファン症候群の特徴的な症状を持つように見受けられ、生前から奇形だったという説もあるが、王家の血筋ではない王妃ネフェルティティや家臣たちも同様の形式で描かれることから、これはアマルナ美術特有の高貴な人々の表現形態であったと見るのが妥当である。また、遺伝子調査による王族のミイラ特定に伴い、この表現は、王家の人々の容姿の特徴をかなり誇張したものであることも分かってきている。病弱であったとする証拠は特に無く、かつては憶測のままだったが、2010年の本人のミイラ特定により、今後の研究が待たれる状態となっている。
アクエンアテンは宗教改革に没頭し、対外政策を軽視した。この原因としてアクエンアテンが平和主義者であったからだという説が存在する。
アマルナの公文書保管所から発見された粘土板に記された書簡である、アマルナ文書からは、外国の王やエジプトの領地の支配者たちからエジプト国王に黄金や補給物資の救援を訴えていることが書かれている。しかしながら、宗教改革によって発生した経済的負担、あるいは外国における地位の失墜のためにエジプト国内で大きな反乱が起こったという事実はない。このことから、反改革運動は王自身の家族や宮廷人の間でひそかに進行していたものと思われる。

## アマルナ改革

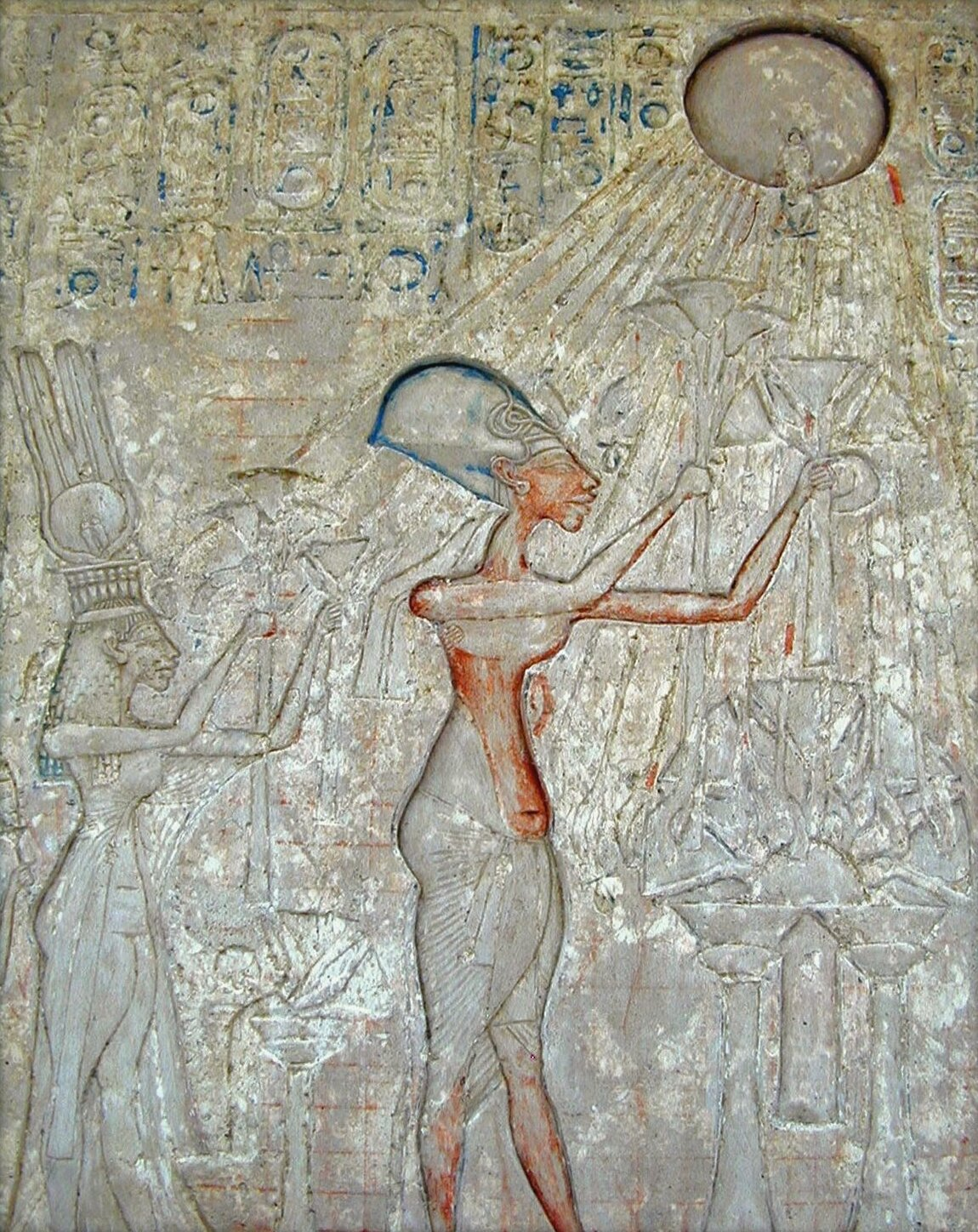
アクエンアテンと彼の家族がアテンを信仰している姿

彼アクエンアテンの行った改革は、アマルナ改革として有名である。アテン神を崇拝し、治世5年目（前1367年ごろ）にアテン信仰の導入を始めたが、まだ伝統的な神々への崇拝を禁止しなかった。この頃、アテンへ捧げる神殿の他に、従来の神々へ捧げる神殿も建築している。
しかし即位4年目に名前をアメンホテプからアクエンアテンに改名し、即位6年目にはアケトアテンの主要な建築物が完成。王朝発祥の地テーベを放棄し遷都した。
即位9年目に入ると、アクエンアテンは旧来のエジプトの神々を排斥し、アテンが唯一の神であると宗教改革を推し進めた。この改革に関しては、アメン＝ラーの力に対抗する王の試みのひとつであったと考えられる。

### 改革の原因
テーベの守護神および国家神であるアメンを祭る神官勢力が王を抑えるほどの強い勢力になったことをアクエンアテンが嫌い、宗教的権力を王権と一本化することを狙ったと考えられる。前者の理由が一般的だが、アクエンアテン自身がアテンを称える詩を執筆している等、単なる政治的理由だけでは説明のつかない事も多く、後者の理由も大きかった事がうかがえる。

### 宗教史的意義
多神教であった従来のエジプトの宗教を廃し、唯一神アテンのみを祭る世界初の一神教を始めた事が挙げられた。しかし後の研究により、現在ではアクエンアテンが他の神々の存在を積極的に否定しなかったという説がおこり、現在では唯一神教ではなく拝一神教と見なしている学者と、単一神教と見なしている学者がいる。
また、著名な宗教学者のエリアーデは、アクエンアテンの宗教を評し、「実際には二神教であった」としている。なぜならば、彼の宗教ではアテンのみならず、伝統的なエジプト宗教と同じく王たるアクエンアテン自身も神であるとされたからである。
アテンは太陽円盤の形で数多くの手を持っており、通常のエジプト宗教においてこれは多くの民を救う為のものであると解釈されていたにも関わらず、アクエンアテンの宗教では、アテンはアクエンアテンだけの為の神であった。そしてその他の一般の民に対しては、アクエンアテン自身を神として崇拝するよう説いたのである。

## その後
アクエンアテンは、後世の人々からは異端者と見なされて、その名は記念碑から削除され、彼がテーベやアケトアテンに造営した建物は破壊された。おそらく、アテン信仰は宮廷や他の幾つかの場所でのみ受け入れられていたと考えられている。
アクエンアテン崩御後、中心地は未だ完成されていないアケトアテンを永久に去り、テーベへ戻った。後に、ホルエムヘブの命令によりアケトアテンの町は破壊され、その石材は他の場所での建設計画のために運び去られた。冒潰され王の名前は碑文から削除された。
また、アテン大神殿は大地に引き倒され、その中にあった聖なる品々も粉々に破壊された。テーベにあったアテンの神殿も同様に解体され、アテン信仰やその憎むべき保護者である王の痕跡を抹消するあらゆる努力がなされた。アケトアテンの残骸は、まもなく風に運ばれた砂で埋まり、その存在は全く偶然に発見されるまで何千年もの間、知られることがなかった。

## 后妃・子女
妻
1. ネフェルティティ - 俗に古代エジプト三大美女の一人と言われ、6人の娘を産んだ。大神官アイと妻ティイの娘。一説によると、即位名アンケトケペルウラーとしてアクエンアテンの治世の晩年、共同統治を行ったとされる
2. キヤ (Kiya) - ミタンニ王トゥシュラッタの王女タドゥキパ（Tadukhipa）。
3. エニシャシ（現レバノン）の統治者シャティヤの娘
4. カッシート朝バビロン王ブルナ・ブリアシュ2世の娘
5. アメンホテプ3世王女（若い方の淑女） - トゥトアンクアメンの実母。名は不明。アクエンアテンとは同父同母の姉妹である。

ほかに実子3人を共同統治者とし、妻の位を与えた。
1. メリトアテン - 実の娘（ネフェルティティの長女）。メリタトンとも表記される。スメンクカーラーの妃。
2. メケトアテン - 実の娘（ネフェルティティの次女）。
3. アンケセンパーテン - 実の娘（ネフェルティティの三女）。のちのアンケセナーメン。

子
1. スメンクカーラー - 母親は不明。ネフェルネフェルアテンの次のファラオ。アメンホテプ3世の子でアクエンアテンの弟という研究もある。
2. メリトアテン - ネフェルティティの長女。
3. メケトアテン - ネフェルティティの次女。
4. アンケセンパーテン - ネフェルティティの三女。ツタンカーメンの妃。
5. ネフェルネフェルウアテン・タシェリト - ネフェルティティの四女。James P. Allenは、ファラオ・ネフェルネフェルウアテン（在位：前1335年–前1333年）として次代のファラオになったと示唆している。
6. ネフェルネフェルウラー - ネフェルティティの五女。
7. セテプエンラー - ネフェルティティの六女。
8. トゥトアンクアテン - スメンクカーラーの次のファラオ。黄金のマスクで有名なツタンカーメン。

## 崩御後

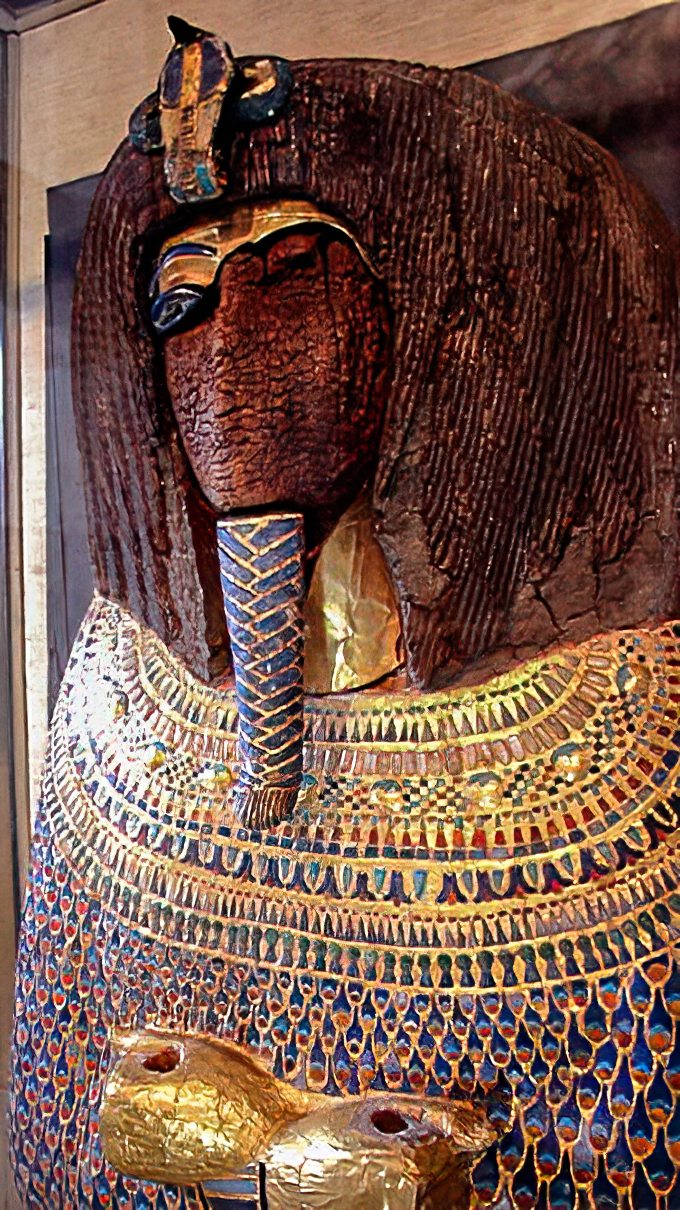
KV55から発見されたアクエンアテンの棺。顔の部分が削り取られている

テーベに彼の墓とされるものが発見されているが、（おそらく彼の反対勢力により）レリーフは一切削られている。彼のミイラと棺は王家の谷のKV55から発見されており、破壊を恐れて移動されたと見られる。これらはエジプト考古学博物館で保管されているが、棺が破壊されていたためミイラの保存状態が悪く、白骨化してしまっており一般には非公開である。棺も、修復して公開されているが顔の部分が削られてしまっている。KV55のミイラは、ハワード・カーターはツタンカーメンの父親のアクエンアテンのミイラだと主張していたが、スメンクカーラーだとする説もあり、はっきりしない部分があった。
2010年、ザヒ・ハワスらの調査により、DNA鑑定でツタンカーメンのミイラと比較した結果、このミイラはほぼ間違いなくアクエンアテンであることが発表された。それと共に、母ティイとツタンカーメンの母のミイラ（共にアメンホテプ2世王墓（KV35）で発見）も身元が特定され、ツタンカーメンの母はアクエンアテンの同父同母の姉妹であることが明らかになった。（アメンホテプ3世とティイの5人の娘のうち、三女ヘヌトタネブ(Henuttaneb)、四女ネベトイアハ(Nebetah)、五女ベケトアテン(Beketaten)の中のいずれかではないかとされる）